# Världsmästerskapen i skidskytte 2000
De 35:e Världsmästerskapen i skidskytte avgjordes i Oslo i Norge mellan 19 februari och 27 februari 2000. 
Herrarnas stafett avgjordes i Lahtis i Finland den 11 mars 2000, eftersom den fick avbrytas i Oslo den 27 februari.

## Medaljfördelning
| Placering | Land      | Guld | Silver | Brons | Totalt |
| --------- | --------- | ---- | ------ | ----- | ------ |
| 1         | Norge     | 3    | 1      | 1     | 5      |
| 2         | Ryssland  | 2    | 4      | 0     | 6      |
| 3         | Frankrike | 2    | 0      | 3     | 5      |
| 4         | Tyskland  | 1    | 3      | 3     | 7      |
| 5         | Österrike | 1    | 1      | 0     | 2      |
| 6         | Sverige   | 1    | 0      | 1     | 2      |
| 7         | Kina      | 0    | 1      | 0     | 1      |
| 8         | Italien   | 0    | 0      | 1     | 1      |
| 8         | Ukraina   | 0    | 0      | 1     | 1      |